# 圣保罗市立剧院

剧院的正面

圣保罗市立剧院（Theatro Municipal）是巴西圣保罗的一家大型剧院，在1911年落成。目前是圣保罗的地标之一。